# 鄺晶晶
鄺晶晶(Akiko Kwong)，前任亞視新聞主播。
她於2007年加入亞視新聞擔任亞洲電視新聞財經頻道主播，並曾任新聞部節目「中華創意奇觀」的主持及「娛樂快遞」的編輯及主持工作。但新聞財經頻道停播後繼續於亞視擔任主播。2009年被調任到財經組任高級記者兼主播，一年後成為理財博客之主持。之後香港數碼廣播電台正式啟播，改任電台財經主持，負責股市節目及嘉賓訪問。翌年轉到耀才財經台擔任節目主持。
2013年1月11日與青年聯會會董、菁英會成員及工業總會青委嘅玩具公司太子爺潘偉業結婚。及後辭去節目主持一職，現任仁濟醫院董事局總經理，育有兩名女兒。